# Liste der Nummer-eins-Hits in Malaysia (2022)
Diese Liste der Nummer-eins-Hits in Malaysia 2022 basiert auf den offiziellen Chartlisten der RIM. Die Charts basieren allein auf Musikstreaming.

## Singles
| ← 2021 ← | Liste der Nummer-eins-Hits in Malaysia | Liste der Nummer-eins-Hits in Malaysia    | Liste der Nummer-eins-Hits in Malaysia | 2023 →                    |
| \| Zeitraum \| Wo. ges. \| Interpret \| Titel Autor(en) \| Zusätzliche Informationen \| \| (Zeitraum, Wochen auf Platz eins, Interpret, Titel, Autor[en], zusätzliche Informationen) \| \| \| \| \| \| ----------------------------------------------------------------------------------------- \| -------- \| ----------------------------------------- \| ------------------------------------------------------------------------------------------------------------------------------------------------------------------------------------------- \| ------------------------- \| \| 31. Dezember 2021 – 13. Januar 2022 2 Wochen \| 2 \| Gayle \| Abcdefu Sara Elizabeth Davis, David Bruce Pittenger, Taylor Gayle Rutherfurd \| – \| \| 14. Januar 2022 – 10. Februar 2022 4 Wochen (insgesamt 11) \| 11 \| Troye Sivan \| Angel Baby Sarah Theresa Hudson, Michael Ross Pollack, Jason Gregory Evigan, Troye Sivan, James John Abrahart Jr. \| – \| \| 11. Februar 2022 – 17. Februar 2022 1 Woche \| 1 \| Jung Kook \| Stay Alive Jang Yi-jeong, Gabriel Brunell Brandes, Louise Frick Sveen, Maria Marcus, Matt Thomson, Max Lynedoch Graham, Shin, Won Park, Min Yoon-gi \| – \| \| 18. Februar 2022 – 17. März 2022 4 Wochen (insgesamt 11) \| 11 \| Troye Sivan \| Angel Baby Sarah Theresa Hudson, Michael Ross Pollack, Jason Gregory Evigan, Troye Sivan, James John Abrahart Jr. \| – \| \| 18. März 2022 – 31. März 2022 2 Wochen \| 2 \| Justin Bieber \| Ghost Jonathan David Bellion, Justin Drew Bieber, Jordan Kendall Johnson, Stefan Adam Johnson, Michael Ross Pollack \| – \| \| 1. April 2022 – 14. April 2022 2 Wochen \| 2 \| Bigbang \| Still Life Kwon Ji-yong, Kim Byung-hoon, Choi Seung-hyun, Joe Rhee, VVN \| – \| \| 15. April 2022 – 5. Mai 2022 3 Wochen (insgesamt 11) \| 11 \| Troye Sivan \| Angel Baby Sarah Theresa Hudson, Michael Ross Pollack, Jason Gregory Evigan, Troye Sivan, James John Abrahart Jr. \| – \| \| 6. Mai 2022 – 12. Mai 2022 1 Woche \| 1 \| Harry Styles \| As It Was Harry Edward Styles, Thomas Edward Percy Hull, Tyler Sam Johnson \| – \| \| 13. Mai 2022 – 9. Juni 2022 4 Wochen (insgesamt 5) \| 5 \| Stephen Sanchez \| Until I Found You Stephen Christopher Sanchez \| – \| \| 10. Juni 2022 – 29. September 2022 16 Wochen \| 16 \| Joji \| Glimpse of Us George Kusunoki Miller, Connor Patrick McDonough, Riley Thomas McDonough, Joel Castillo, Alexis Idarose Kesselman \| – \| \| 30. September 2022 – 20. Oktober 2022 3 Wochen \| 3 \| Sam Smith feat. Kim Petras \| Unholy Samuel Frederick Smith, Omer Fedi, James John Napier, Kim Petras, Ilya Salmanzadeh, Henry Russell Walter, Blake Slatkin \| – \| \| 21. Oktober 2022 – 3. November 2022 2 Wochen \| 2 \| Taylor Swift \| Anti-Hero Taylor Alison Swift, Jack Michael Antonoff \| – \| \| 4. November 2022 – 24. November 2022 3 Wochen \| 3 \| Joji \| Die for You Taylor Blake Dexter, George Kusunoki Miller, Wesley Singerman, Jacob Darin Ray, Patrick J. Que Smith, Dewain Nevins Whitmore Jr. \| – \| \| 25. November 2022 – 1. Dezember 2022 1 Woche \| 1 \| D4vd \| Here with Me Dan Darmawan, David Anthony Burke \| – \| \| 2. Dezember 2022 – 8. Dezember 2022 1 Woche \| 1 \| Metro Boomin feat. the Weeknd & 21 Savage \| Creepin’ Chauncey Lamont Hawkins, Eithne Pádraigín Ní Bhraonáin, Erick S. Sermon, Mario Mendell Winans, Michael Carlos Jones, Nicholas Dominick Ryan, Parrish Joseff Smith, Roma Shane Ryan \| – \| \| 9. Dezember 2022 – 15. Dezember 2022 1 Woche (insgesamt 5) \| 5 \| Stephen Sanchez \| Until I Found You Stephen Christopher Sanchez \| – \| \| 16. Dezember 2022 – 9. Februar 2023 8 Wochen \| 8 \| SZA \| Kill Bill Carter Lang, Rob Bisel, Solána Imani Rowe \| – \| |                                        |                                           | |                           |
| ← 2021 |                                        |                                           | | → 2023 →                  |
| Zeitraum | Wo. ges.                               | Interpret                                 | Titel Autor(en) | Zusätzliche Informationen |
| (Zeitraum, Wochen auf Platz eins, Interpret, Titel, Autor[en], zusätzliche Informationen) |                                        |                                           | |                           |
| 31. Dezember 2021 – 13. Januar 2022 2 Wochen | 2                                      | Gayle                                     | Abcdefu Sara Elizabeth Davis, David Bruce Pittenger, Taylor Gayle Rutherfurd | –                         |
| 14. Januar 2022 – 10. Februar 2022 4 Wochen (insgesamt 11) | 11                                     | Troye Sivan                               | Angel Baby Sarah Theresa Hudson, Michael Ross Pollack, Jason Gregory Evigan, Troye Sivan, James John Abrahart Jr.                                                                           | –                         |
| 11. Februar 2022 – 17. Februar 2022 1 Woche | 1                                      | Jung Kook                                 | Stay Alive Jang Yi-jeong, Gabriel Brunell Brandes, Louise Frick Sveen, Maria Marcus, Matt Thomson, Max Lynedoch Graham, Shin, Won Park, Min Yoon-gi                                         | –                         |
| 18. Februar 2022 – 17. März 2022 4 Wochen (insgesamt 11) | 11                                     | Troye Sivan                               | Angel Baby Sarah Theresa Hudson, Michael Ross Pollack, Jason Gregory Evigan, Troye Sivan, James John Abrahart Jr.                                                                           | –                         |
| 18. März 2022 – 31. März 2022 2 Wochen | 2                                      | Justin Bieber                             | Ghost Jonathan David Bellion, Justin Drew Bieber, Jordan Kendall Johnson, Stefan Adam Johnson, Michael Ross Pollack                                                                         | –                         |
| 1. April 2022 – 14. April 2022 2 Wochen | 2                                      | Bigbang                                   | Still Life Kwon Ji-yong, Kim Byung-hoon, Choi Seung-hyun, Joe Rhee, VVN | –                         |
| 15. April 2022 – 5. Mai 2022 3 Wochen (insgesamt 11) | 11                                     | Troye Sivan                               | Angel Baby Sarah Theresa Hudson, Michael Ross Pollack, Jason Gregory Evigan, Troye Sivan, James John Abrahart Jr.                                                                           | –                         |
| 6. Mai 2022 – 12. Mai 2022 1 Woche | 1                                      | Harry Styles                              | As It Was Harry Edward Styles, Thomas Edward Percy Hull, Tyler Sam Johnson | –                         |
| 13. Mai 2022 – 9. Juni 2022 4 Wochen (insgesamt 5) | 5                                      | Stephen Sanchez                           | Until I Found You Stephen Christopher Sanchez | –                         |
| 10. Juni 2022 – 29. September 2022 16 Wochen | 16                                     | Joji                                      | Glimpse of Us George Kusunoki Miller, Connor Patrick McDonough, Riley Thomas McDonough, Joel Castillo, Alexis Idarose Kesselman                                                             | –                         |
| 30. September 2022 – 20. Oktober 2022 3 Wochen | 3                                      | Sam Smith feat. Kim Petras                | Unholy Samuel Frederick Smith, Omer Fedi, James John Napier, Kim Petras, Ilya Salmanzadeh, Henry Russell Walter, Blake Slatkin                                                              | –                         |
| 21. Oktober 2022 – 3. November 2022 2 Wochen | 2                                      | Taylor Swift                              | Anti-Hero Taylor Alison Swift, Jack Michael Antonoff | –                         |
| 4. November 2022 – 24. November 2022 3 Wochen | 3                                      | Joji                                      | Die for You Taylor Blake Dexter, George Kusunoki Miller, Wesley Singerman, Jacob Darin Ray, Patrick J. Que Smith, Dewain Nevins Whitmore Jr.                                                | –                         |
| 25. November 2022 – 1. Dezember 2022 1 Woche | 1                                      | D4vd                                      | Here with Me Dan Darmawan, David Anthony Burke | –                         |
| 2. Dezember 2022 – 8. Dezember 2022 1 Woche | 1                                      | Metro Boomin feat. the Weeknd & 21 Savage | Creepin’ Chauncey Lamont Hawkins, Eithne Pádraigín Ní Bhraonáin, Erick S. Sermon, Mario Mendell Winans, Michael Carlos Jones, Nicholas Dominick Ryan, Parrish Joseff Smith, Roma Shane Ryan | –                         |
| 9. Dezember 2022 – 15. Dezember 2022 1 Woche (insgesamt 5) | 5                                      | Stephen Sanchez                           | Until I Found You Stephen Christopher Sanchez | –                         |
| 16. Dezember 2022 – 9. Februar 2023 8 Wochen | 8                                      | SZA                                       | Kill Bill Carter Lang, Rob Bisel, Solána Imani Rowe | –                         |